# Ruichang China Masters
Das Ruichang China Masters (bis 2019 Lingshui China Masters) ist eine offene internationale Badmintonmeisterschaft der Volksrepublik China. Bei den Austragungen können Punkte für die Weltrangliste und Preisgeld erspielt werden. 2001 startete das Turnier als China Asia Satellite, 2014 bis 2017 war es als Chinese International bzw. China International Challenge bekannt.  Mit der Umbenennung  zum Lingshui China Masters erhöhte sich 2018 auch die Einstufung des Turniers vom Level BWF International Challenge zum Level BWF Super 100. Nach drei Jahren ohne Austragung  wurde das Turnier verlegt und zum Ruichang China Masters umbenannt.

## Die Sieger
| Jahr      | Herreneinzel      | Dameneinzel       | Herrendoppel                      | Damendoppel                        | Mixed                     |
| --------- | ----------------- | ----------------- | --------------------------------- | ---------------------------------- | ------------------------- |
| 2001      | Guo Jianhua       | Zhang Lu          | Ge Cheng Tao Xiaoqiang            | Chen Xiaoli Zhang Yawen            | Tao Xiaolan Tao Xiaoqiang |
| 2014      | Ng Ka Long        | Liu Xin           | Wang Yilu Zhang Wen               | Luo Ying Luo Yu                    | Wang Yilu Ou Dongni       |
| 2015      | Qiao Bin          | Nozomi Okuhara    | Wang Yilu Zhang Wen               | Ou Dongni Yu Xiaohan               | Zheng Siwei Chen Qingchen |
| 2016      | Lin Guipu         | Hui Xirui         | Wang Yilu Zhang Wen               | Chen Qingchen Jia Yifan            | Wang Sijie Chen Lu        |
| 2017      | Sun Feixiang      | Cai Yanyan        | Mohammad Ahsan Rian Agung Saputro | Du Yue Xu Ya                       | Tomoya Takashina Rie Eto  |
| 2018      | Lin Yu-hsien      | Li Xuerui         | Han Chengkai Zhou Haodong         | Du Yue Li Yinhui                   | Guo Xinwa Liu Xuanxuan    |
| 2019      | Weng Hongyang     | Kim Ga-eun        | Lee Jhe-huei Yang Po-hsuan        | Baek Ha-na Kim Hye-rin             | Tang Chun Man Ng Tsz Yau  |
| 2020 2022 | nicht ausgetragen | nicht ausgetragen | nicht ausgetragen                 | nicht ausgetragen                  | nicht ausgetragen         |
| 2023      | Sun Feixiang      | Lin Hsiang-ti     | Chen Boyang Liu Yi                | Chen Xiaofei Feng Xueying          | Jiang Zhenbang Wei Yaxin  |
| 2024      | Wang Zhengxing    | Kaoru Sugiyama    | Tan Qiang Zhou Haodong            | Laksika Kanlaha Phataimas Muenwong | Zhou Zhihong Yang Jiayi   |
| 2025      | Sun Chao          | Zhang Yiman       | Chen Yongrui Chen Zhehan          | Chen Xiaofei Feng Xueying          | Tang Chun Man Ng Tsz Yau  |